# Rusko a Evropa (Danilevskij)
Rusko a Evropa (rusky Россия и Европа) je kniha Nikolaje Jakovleviče Danilevského, jejímž ústředním problémem je vztah Ruska a Evropy.

## Obsah díla
V knize Rusko a Evropa důkladně rozpracovává autor teorii kulturně-historických typů lidstva. S touto idejí před Danilevským přišel německý historik Heinrich Rückert. Po Danilevském se jí zabýval Oswald Spengler. Aplikovaná politická část knihy Rusko a Evropa je věnována programu sjednocení Slovanů do jednoho státního útvaru. Díky tomuto programu začal Danilevskij být vnímán téměř výhradně jako panslavista.

## Vydání
Danilevskij začal vydávat tuto práci v časopise Záře. Později byla vydána jako samostatná kniha. Nikolaj Strachov, Danilevského stoupenec, v roce 1895 vydal páté vydání této knihy.

## Kritika
Fjodor Dostojevskij začal číst Danilevského knihu s nadšením, když byla vydavána v Záři. Byl však velmi rozhorčen, když uviděl, že Danilevskij popírá jednotu lidstva a existenci obecně lidských ideálů. Vladimir Solovjov zvlášť ostře kritizoval popírání křesťanského universalismu.